# Groot-Abeele

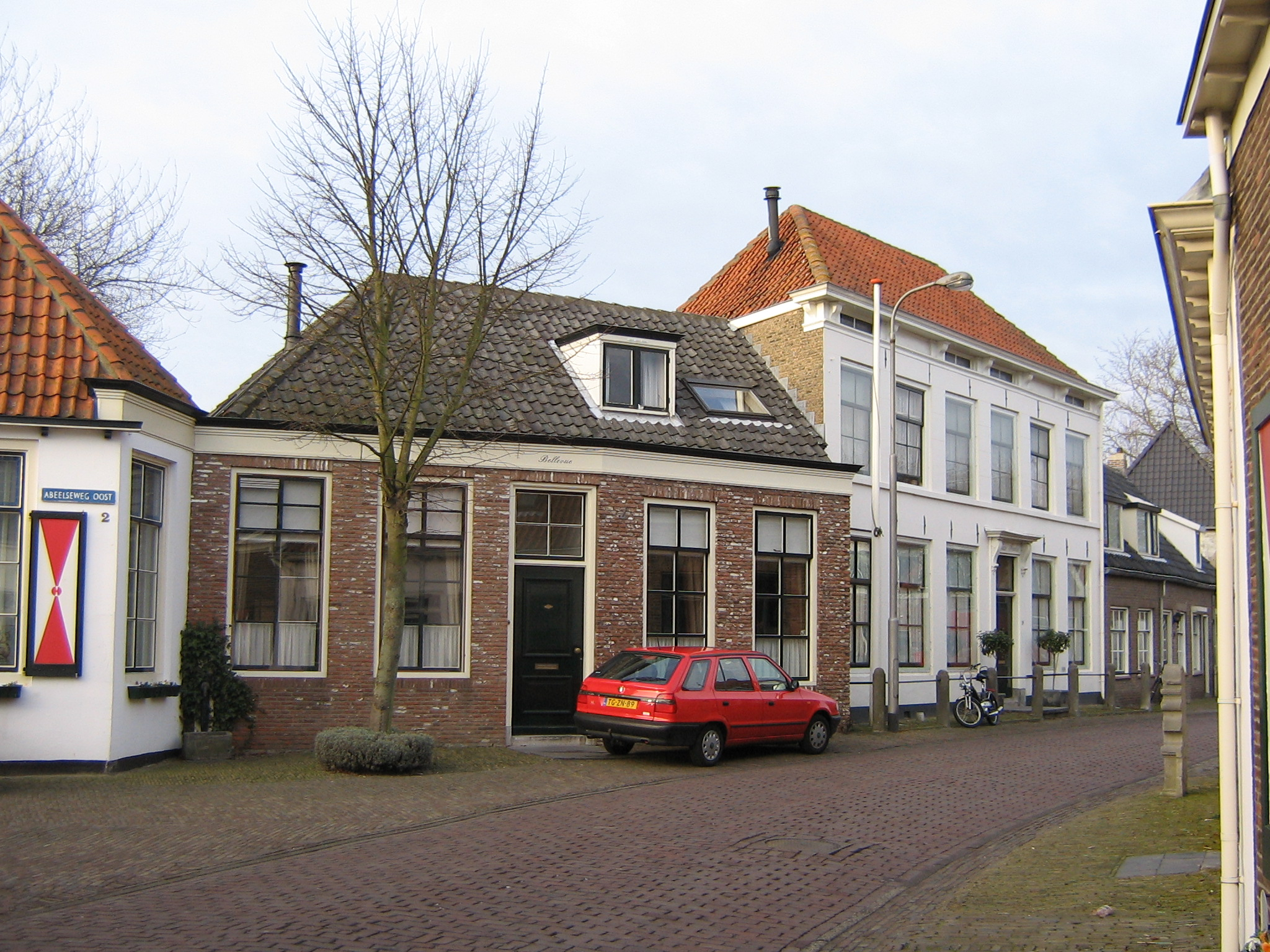
Vue de Groot-Abeele (à droite, Huize Abeele).

Groot-Abeele est un hameau de la commune néerlandaise de Flessingue, sur la presqu'île zélandaise de Walcheren. Il se trouve au nord d'Oost-Souburg et non loin au sud du quartier Erasmuswijk de Middelbourg. Jusqu'en 1966, Groot-Abeele appartenait à la commune d'Oost- en West-Souburg.
Le hameau consiste en une rue où des couples de maisons se font face : certaines méritent raisonnablement le détour. La maison de maître Huize Abeele, datant de 1848, est à voir. Jadis, Groot-Abeele était une étape populaire pour les touristes d'un jour venus de Flessingue et de Middelbourg : on y trouvait alors trois auberges. Klein-Abeele était un hameau encore plus petit, à quelques centaines de mètres au nord de Groot-Abeele, le long de l'ancienne Vlissingseweg. Les derniers restes de cette localité ont disparu lors de l'inondation de Walcheren en 1944.
Lorsque le canal de Walcheren fut creusé en 1872, une partie de l'Abeelseweg se retrouva du côté opposé du canal. Au bord du canal, le long de la ligne de tramway Flessingue-Middelbourg, s'est développé un nouveau hameau : Nieuw-Abeele (dépendant auparavant de la commune d'Oost- en West-Souburg, désormais intégré à Middelbourg). Hormis les ouvriers agricoles, qui travaillaient dans les fermes situées le long et autour de l'Abeelseweg, les employés de la société de tramway vinrent aussi habiter à Nieuw-Abeele.